# The Masters Tournament
The Masters Tournament  är en golftävling för inbjudna golfspelare som spelas årligen på Augusta National Golf Club i Augusta, Georgia, USA. 
Det finns fastställda premisser för valet av spelare som får vara med i tävlingen, men klubben bjuder även in spelare som inte kvalificerat sig.
Tävlingen, som är en av golfens fyra majors, spelades första gången 1934 och hålls årligen i april på samma bana, vilket gör den unik bland majors. 
Tävlingen skapades av Clifford Roberts och Bobby Jones.  Den senare designade även banan tillsammans med den legendariske golfarkitekten Alistair MacKenzie.
Augusta National (golfbanan) är en av de mest legendariska golfbanorna i hela världen. Variationen mellan hålen är väldigt stor och varje hål har sitt eget namn. Signaturhålet för banan är hål 12 (kallat Golden Bell). Hål 11, 12 och 13 kallas för Amen Corner eftersom det var här legenden Arnold Palmer gjorde flera mirakelslag. Banan har väldigt många höjdplatåer vilket gör att det krävs mycket taktiskt spel för att klara av den. Hamnar man bara lite kort eller långt då man slår in emot green på 1, 3, 7, 9, 11, 12, 13, 15, 16 till exempel så kan bollen rulla minst ett tiotal meter (i vissa fall mycket mera) bort från hålet. Även greenområdena har många platåer och är dessutom otroligt snabba. Även bunkrarna på banan är svåra till skillnad från vanliga tourtävlingar. Den svåra uppsättningen har gjort att man har väldigt korta ruffar; om ruffen skulle vara tjock som under US Open skulle banan vara näst intill ospelbar. Under US Masters 2007 (vinnare Zach Johnson) fick banan mycket kritik eftersom det resulterade i en av de högsta vinnarscorerna i tävlingens historia; sedan dess har tävlingsarrangörerna förkortat vissa hål med mera.
Masters skiljer sig från andra golftävlingar på flera olika sätt; reglerna är enormt strikta för publiken inne på själva banan, till exempel får man inte ha med sig en bok, eller om man har med sig vatten tar arrangören bort reklamloggan från vattenflaskan om det inte kommer från spelarens eget mastersmärke. Även mobiltelefon är i de flesta fall förbjudet, både hos publik och hos spelare. Tävlingen har heller ingen sponsor, vilket är väldigt ovanligt; därför finns ingen reklam på hela banan. Fotografer och annan presspersonal får inte vistas innanför repen till skillnad från andra tävlingar (förutom det TV-bolag som sänder tävlingen). 
Vinnaren har sedan 1959 fått en grön kavaj som sedan dess har symboliserat tävlingen. Denna ges till vinnaren i en ceremoni som sker efter tävlingen och överlämnas alltid av förra årets mästare.
Masters är bland de svåraste sporttävlingarna i världen att få biljetter till. Man måste först stå i kö 10–15 år för att få säkra biljetter. Då får man oftast biljetter 1–2 dagar under turneringen vilket gör att man inte får biljetter till alla 4 dagar plus inspelningsvarven. Att köpa en biljett till de sista två dagarna till US Masters utan att man stått i väntetid sägs kosta 40 000–60 000 kronor.   
Flest segrar i tävlingen har Jack Nicklaus som vann sex gånger mellan 1963 och 1986. Tiger Woods har den största segermarginalen då han 1997 vann med 12 slag före tvåan Tom Kite.
Förutom prispengarna vinner segraren den gröna klubbkavajen. Traditionen i tävlingen är att årets segrare får bära den gröna klubbkavajen även utanför klubbområdet under ett år. Tidigare segrare måste hänga av sig sina kavajer när de lämnar klubbområdet.
Segraren vinner även en middag på finaldagen tillsammans med sin familj och klubbordföranden. Segraren ska då skänka en av de klubbor han har spelat med under tävlingen till klubbens museum.

## Segrare[2]
| År                                         | Vinnare                 | Land         | Till par | Marginal    |
| ------------------------------------------ | ----------------------- | ------------ | -------- | ----------- |
| 2024                                       | Scottie Scheffler (2)   | USA          | –11      | 4           |
| 2023                                       | Jon Rahm                | Spanien      | –12      | 4           |
| 2022                                       | Scottie Scheffler       | USA          | –10      | 3           |
| 2021                                       | Hideki Matsuyama        | Japan        | –10      | 1           |
| 2020                                       | Dustin Johnson          | USA          | –20      | 5           |
| 2019                                       | Tiger Woods (5)         | USA          | –13      | 1           |
| 2018                                       | Patrick Reed            | USA          | –15      | 1           |
| 2017                                       | Sergio García           | Spanien      | –9       | Playoff (2) |
| 2016                                       | Danny Willett           | England      | –5       | 3           |
| 2015                                       | Jordan Spieth           | USA          | –18      | 4           |
| 2014                                       | Bubba Watson (2)        | USA          | −8       | 3           |
| 2013                                       | Adam Scott              | Australien   | −9       | Playoff (2) |
| 2012                                       | Bubba Watson            | USA          | −10      | Playoff (2) |
| 2011                                       | Charl Schwartzel        | Sydafrika    | −14      | 2           |
| 2010                                       | Phil Mickelson (3)      | USA          | −16      | 3           |
| 2009                                       | Ángel Cabrera           | Argentina    | −12      | Playoff (3) |
| 2008                                       | Trevor Immelman         | Sydafrika    | −8       | 3           |
| 2007                                       | Zach Johnson            | USA          | +1       | 2           |
| 2006                                       | Phil Mickelson (2)      | USA          | −7       | 2           |
| 2005                                       | Tiger Woods (4)         | USA          | −12      | Playoff (2) |
| 2004                                       | Phil Mickelson          | USA          | −9       | 1           |
| 2003                                       | Mike Weir               | Kanada       | −7       | Playoff (2) |
| 2002                                       | Tiger Woods (3)         | USA          | −12      | 3           |
| 2001                                       | Tiger Woods (2)         | USA          | −16      | 2           |
| 2000                                       | Vijay Singh             | Fiji         | −10      | 3           |
| 1999                                       | José María Olazábal (2) | Spanien      | −8       | 2           |
| 1998                                       | Mark O'Meara            | USA          | −9       | 1           |
| 1997                                       | Tiger Woods             | USA          | −18      | 12          |
| 1996                                       | Nick Faldo (3)          | England      | −12      | 5           |
| 1995                                       | Ben Crenshaw (2)        | USA          | −14      | 1           |
| 1994                                       | José María Olazábal     | Spanien      | −9       | 2           |
| 1993                                       | Bernhard Langer (2)     | Tyskland     | −11      | 4           |
| 1992                                       | Fred Couples            | USA          | −13      | 2           |
| 1991                                       | Ian Woosnam             | Wales        | −11      | 1           |
| 1990                                       | Nick Faldo (2)          | England      | −10      | Playoff (2) |
| 1989                                       | Nick Faldo              | England      | −5       | Playoff (2) |
| 1988                                       | Sandy Lyle              | Skottland    | −7       | 1           |
| 1987                                       | Larry Mize              | USA          | −3       | Playoff (3) |
| 1986                                       | Jack Nicklaus (6)       | USA          | −9       | 1           |
| 1985                                       | Bernhard Langer         | Västtyskland | −6       | 2           |
| 1984                                       | Ben Crenshaw            | USA          | −11      | 2           |
| 1983                                       | Seve Ballesteros (2)    | Spanien      | −8       | 4           |
| 1982                                       | Craig Stadler           | USA          | −4       | Playoff (2) |
| 1981                                       | Tom Watson (2)          | USA          | −8       | 2           |
| 1980                                       | Seve Ballesteros        | Spanien      | −13      | 4           |
| 1979                                       | Fuzzy Zoeller           | USA          | −8       | Playoff (3) |
| 1978                                       | Gary Player (3)         | Sydafrika    | −11      | 1           |
| 1977                                       | Tom Watson              | USA          | −12      | 2           |
| 1976                                       | Raymond Floyd           | USA          | −17      | 8           |
| 1975                                       | Jack Nicklaus (5)       | USA          | −12      | 1           |
| 1974                                       | Gary Player (2)         | Sydafrika    | −10      | 2           |
| 1973                                       | Tommy Aaron             | USA          | −5       | 1           |
| 1972                                       | Jack Nicklaus (4)       | USA          | −2       | 3           |
| 1971                                       | Charles Coody           | USA          | −9       | 2           |
| 1970                                       | Billy Casper            | USA          | −9       | Playoff (2) |
| 1969                                       | George Archer           | USA          | −7       | 1           |
| 1968                                       | Bob Goalby              | USA          | −11      | 1           |
| 1967                                       | Gay Brewer              | USA          | −8       | 1           |
| 1966                                       | Jack Nicklaus (3)       | USA          | E        | Playoff (3) |
| 1965                                       | Jack Nicklaus (2)       | USA          | −17      | 9           |
| 1964                                       | Arnold Palmer (4)       | USA          | −12      | 6           |
| 1963                                       | Jack Nicklaus           | USA          | −2       | 1           |
| 1962                                       | Arnold Palmer (3)       | USA          | −8       | Playoff (3) |
| 1961                                       | Gary Player             | Sydafrika    | −8       | 1           |
| 1960                                       | Arnold Palmer (2)       | USA          | −6       | 1           |
| 1959                                       | Art Wall, Jr.           | USA          | −4       | 1           |
| 1958                                       | Arnold Palmer           | USA          | −4       | 1           |
| 1957                                       | Doug Ford               | USA          | −5       | 3           |
| 1956                                       | Jack Burke, Jr.         | USA          | +1       | 1           |
| 1955                                       | Cary Middlecoff         | USA          | −9       | 7           |
| 1954                                       | Sam Snead (3)           | USA          | +1       | Playoff (2) |
| 1953                                       | Ben Hogan (2)           | USA          | −14      | 5           |
| 1952                                       | Sam Snead (2)           | USA          | −2       | 4           |
| 1951                                       | Ben Hogan               | USA          | −8       | 2           |
| 1950                                       | Jimmy Demaret (3)       | USA          | −5       | 2           |
| 1949                                       | Sam Snead               | USA          | −6       | 3           |
| 1948                                       | Claude Harmon           | USA          | −9       | 5           |
| 1947                                       | Jimmy Demaret (2)       | USA          | −7       | 2           |
| 1946                                       | Herman Keiser           | USA          | −6       | 1           |
| 1943–45: Inställt p g a Andra Världskriget |                         |              |          |             |
| 1942                                       | Byron Nelson (2)        | USA          | −8       | Playoff (2) |
| 1941                                       | Craig Wood              | USA          | −8       | 3           |
| 1940                                       | Jimmy Demaret           | USA          | −8       | 4           |
| 1939                                       | Ralph Guldahl           | USA          | −9       | 1           |
| 1938                                       | Henry Picard            | USA          | −3       | 2           |
| 1937                                       | Byron Nelson            | USA          | −5       | 2           |
| 1936                                       | Horton Smith (2)        | USA          | −3       | 1           |
| 1935                                       | Gene Sarazen            | USA          | −6       | Playoff (2) |
| 1934                                       | Horton Smith            | USA          | −4       | 1           |

Siffran inom parentes indikerar antalet spelare som deltog i Playoff.

### Spelare som vunnit flera gånger
Följande spelare har vunnit the Masters Tournament mer än en gång:
- 6 gånger
  - Jack Nicklaus: 1963, 1965, 1966, 1972, 1975, 1986

- 5 gånger
  - Tiger Woods: 1997, 2001, 2002, 2005, 2019

- 4 gånger
  - Arnold Palmer: 1958, 1960, 1962, 1964

- 3 gånger
  - Jimmy Demaret: 1940, 1947, 1950
  - Sam Snead: 1949, 1952, 1954
  - Gary Player: 1961, 1974, 1978
  - Nick Faldo: 1989, 1990, 1996
  - Phil Mickelson: 2004, 2006, 2010

- 2 gånger
  - Horton Smith: 1934, 1936
  - Byron Nelson: 1937, 1942
  - Ben Hogan: 1951, 1953
  - Tom Watson: 1977, 1981
  - Seve Ballesteros: 1980, 1983
  - Bernhard Langer: 1985, 1993
  - Ben Crenshaw: 1984, 1995
  - José María Olazábal: 1994, 1999
  - Bubba Watson: 2012, 2014
  - Scottie Scheffler: 2022, 2024

## Bästa svenska resultat
Bästa svenskar i Masters är Ludvig Åberg som kom på andra plats 2024 och Jonas Blixt som kom på delad andra plats 2014. Näst bästa resultat gjordes av Peter Hanson 2012 som kom på delad tredje plats.
Första svensk som deltog var Christian Härdin som kvalade in som amatör 1989 (efter att ha vunnit The Amateur Championship 1988). Härdin kom sist i fältet efter ronderna 85–85. 
Alla svenska deltagare med placering
- 1989 - Christian Härdin - 86
- 1993 - Anders Forsbrand - 11
- 1994 - Anders Forsbrand - 71
- 1997 - Per-Ulrik Johansson - 12, Jesper Parnevik - 21
- 1998 - Per-Ulrik Johansson - 12, Jesper Parnevik - 31, Gabriel Hjertstedt - 74
- 1999 - Per-Ulrik Johansson - 24, Jesper Parnevik - 66, Patrik Sjöland - 66, Gabriel Hjertstedt - 71
- 2000 - Jesper Parnevik - 40, Gabriel Hjertstedt - 73
- 2001 - Jesper Parnevik - 20
- 2002 - Jesper Parnevik - 29, Niclas Fasth - 69
- 2003 - Niclas Fasth - 62
- 2004 - Fredrik Jacobson - 17
- 2005 - Jesper Parnevik - 60, Joakim Haeggman - 60, Fredrik Jacobson - 64
- 2006 - Carl Pettersson - 27, Henrik Stenson - 60
- 2007 - Henrik Stenson - 17, Robert Karlsson - 30, Carl Pettersson - 52, Niclas Fasth - 55, Johan Edfors - MC
- 2008 - Robert Karlsson - 8, Henrik Stenson - 17, Niclas Fasth - 39, Daniel Chopra - MC
- 2009 - Henrik Stenson - 38, Robert Karlsson - MC, Carl Pettersson - MC
- 2010 - Robert Karlsson - 43, Henrik Stensson - MC
- 2011 - Robert Karlsson - 27, Peter Hansson - MC, Carl Pettersson - MC, Henrik Stenson - MC
- 2012 - Peter Hanson - 3, Fredrik Jacobson - 19, Henrik Stenson - 40, Robert Karlsson - 50
- 2013 - Henrik Stenson - 18, Fredrik Jacobson - 25, Peter Hanson - 50, Carl Pettersson - 61
- 2014 - Jonas Blixt - 2, Henrik Stenson - 14, Peter Hansson - MC
- 2015 - Henrik Stenson - 19, Jonas Blixt - 28
- 2016 - Henrik Stenson - 24, David Lingmerth - MC
- 2017 - Henrik Stenson - MC, Alex Norén - MC
- 2018 - Henrik Stenson - T5, Alex Norén - MC
- 2024 - Ludvig Åberg - 2